# Don't Touch That Dial
"Don't Touch That Dial" (no Brasil, "Não Mude de Canal") é o segundo episódio da minissérie da televisão estadunidense WandaVision, baseada nos personagens Wanda Maximoff / Feiticeira Escarlate e Visão da Marvel Comics. Ele segue o casal enquanto eles tentam esconder seus poderes enquanto vivem a idílica vida suburbana na cidade de Westview durante o que parece ser a década de 1960.O episódio se passa no Universo Cinematográfico Marvel (UCM), dando continuidade aos filmes da franquia. Foi escrito por Gretchen Enders e dirigido por Matt Shakman.
Paul Bettany e Elizabeth Olsen reprisam seus respectivos papéis como Visão e Wanda Maximoff da série de filmes, estrelando ao lado de Teyonah Parris, Debra Jo Rupp e Kathryn Hahn. Shakman se juntou à série em agosto de 2019. O episódio é uma homenagem a sitcoms dos anos 1960, como A Feiticeira, incluindo uma animação de abertura no estilo Hanna-Barbera. As filmagens aconteceram no Pinewood Atlanta Studios e em Los Angeles e foram filmadas principalmente em preto e branco.
O segundo episódio foi lançado na Disney+ em 15 de janeiro de 2021. Os críticos elogiaram as performances de Olsen e Bettany, particularmente sua comédia física, e acharam o episódio agradável, embora alguns criticaram a falta de desenvolvimento do enredo na narrativa geral.

## Enredo
Durante o que parece ser a década de 1960, Wanda e Visão começam a ouvir ruídos estranhos fora de sua casa. No dia seguinte, eles preparam seu número de mágico para um show de talentos do bairro, para que seus vizinhos possam se acostumar com eles. Visão decide comparecer à reunião de vigilância do bairro com seus colegas vizinhos do sexo masculino, mas Wanda vê um helicóptero de brinquedo colorido assim que ele sai. Ela é distraída por Agnes, que a convida para uma reunião de mulheres organizada por Dottie Jones, a líder esnobe do bairro, e torna-se amiga de Geraldine. Os outros homens dão as boas-vindas a Visão, que acidentalmente engole um chiclete que foi oferecido a ele. Wanda fala com Dottie, durante o qual um rádio próximo a ela começa a tocar uma voz que a chama, perguntando quem está causando esses eventos. Mais uma vez, ela se distrai quando Dottie pergunta quem ela é antes que o rádio quebre e o vidro de Dottie se estilhace. Ela sangra de cor, mas os dois imediatamente voltam ao status quo.
Quando Visão chega ao show de talentos, ele parece estar embriagado e, inadvertidamente, revela suas habilidades para a vizinhança. Wanda usa suas próprias habilidades para fazer Vision parecer que está fazendo truques de mágica simples e teletransporta Geraldine para o último truque. Seu desempenho é bem recebido e premiado com Desempenho de Comédia do Ano por Dottie. Quando eles voltam para casa, Wanda de repente parece estar grávida. Quando ela e Visão estão prestes a comemorar, eles ouvem o barulho do lado de fora novamente e saem para encontrar um apicultor saindo do esgoto. Perturbada, Wanda "retrocede" para sua revelação da gravidez e o mundo ao redor delas de repente ganha cor, levando a uma estética dos anos 1970.
Um comercial durante o programa WandaVision anuncia relógios Strücker com o logotipo da HYDRA neles.

## Produção

### Desenvolvimento e roteiro
Em agosto de 2019, Matt Shakman foi contratado para dirigir e servir como produtor executivo de WandaVision. Produtores executivos adicionais incluem o roteirista Jac Schaeffer, Kevin Feige da Marvel Studios, Louis D'Esposito e Victoria Alonso. O episódio foi escrito por Gretchen Enders.
A série presta homenagem a muitas comédias anteriores, enquanto "também tenta abrir um novo território", e presta homenagem a muitas épocas e gêneros da televisão estadunidense ao longo dos anos. O segundo episódio é uma homenagem aos anos 1960 e às sitcons A Feiticeira e Jeannie é um Gênio. O episódio apresenta um comercial falso que Feige disse que mostraria "parte das verdades da série começando a vazar". Para o segundo episódio, um comercial anuncia relógios Strücker com o slogan "Strücker. Ele fará tempo para você". O mostrador do relógio diz "Swiss Made", "Hydra" e "1000M", junto com o logotipo da Hydra. Strücker é uma referência ao Barão Wolfgang von Strucker, que fez experiências em Wanda Maximoff para lhe dar seus poderes. Brenton Stewart, da Comic Book Resources, disse que o comercial tinha uma "sensação inquietante de uma bomba prestes a explodir", visto que o tique-taque do relógio no fundo ficou "frenético" no final. Stewart também apontou a natureza sexista do comercial, semelhante ao do primeiro episódio.

### Elenco
O episódio é estrelado por Paul Bettany como Visão, Elizabeth Olsen como Wanda Maximoff, Teyonah Parris como "Geraldine" / Monica Rambeau, Debra Jo Rupp como Mrs. Hart e Kathryn Hahn como Agnes. Também estão presentes Asif Ali como Norm, Emma Caulfield Ford como Dottie, Jolene Purdy como Beverly, Amos Glick como Dennis, David Payton como Herb, David Lengel como Phil Jones, Zac Henry como o apicultor e Victoria Blade e Ithamar Enriquez como a mulher e o homem do comercial. Yuuki Luna e Eric Delgado interpretam os sapateadores no show de talentos. Randall Park tem uma participação especial de voz não creditada como Jimmy Woo.

### Filmagens
As filmagens no estúdio ocorreram no Pinewood Atlanta Studios em Atlanta, Geórgia, com a direção de Shakman, e Jess Hall servindo como diretor de fotografia. As filmagens de backlot e externas ocorreram em Los Angeles depois que a série retomou a produção após um hiato devido à pandemia de COVID-19.
O episódio foi filmado em preto e branco com uma trilha sonora, com Hall usando luzes de tungstênio que eram comuns na época. Ao gravar cenas em preto e branco, Bettany foi pintado de azul, em vez do que a cor vermelha de Visão, uma vez que o azul parecia melhor na imagem em tons de cinza. Como a faixa risada não era de um público ao vivo como no primeiro episódio, Shakman disse que eles "não estavam super conscientes" dela durante a filmagem para obter as pausas necessárias para quando a faixa fosse adicionada mais tarde.
Durante os momentos em que algo deu errado com a ilusão de Maximoff, Shakman fez "muito trabalho com lentes e iluminação para mudar o clima e o campo". Ele acrescentou que esses momentos movem a série "para um território Twilight Zone", dizendo "é muito dramático quando você está mudando de uma sitcom com várias câmeras, que está sendo feito [...] para quando você entra e tudo de um de repente, você está no tipo de experiência emocional das pessoas que tem um impacto dramático sobre". O design de som também teve um papel fundamental nesses momentos.

### Animação e efeitos visuais
O episódio apresenta animação para seu cartão de título de abertura no estilo da animação de abertura A Feiticeira de Hanna-Barbera e dentro do episódio. A animação foi fornecida por Titmouse, Inc. Os efeitos visuais para o episódio foram criados por Monsters Aliens Robots Zombies, T maiúsculo, Framestore, Perception, RISE, The Yard VFX, SSVFX e Lola VFX.

### Música
A música tema do episódio, "WandaVision!", foi escrita por Kristen Anderson-Lopez e Robert Lopez. "WandaVision" é a única letra da canção, já que Anderson-Lopez e Lopez queriam emular as canções-tema minimalistas e repetitivas de "cool jazz Bebop" inspiradas nas séries de televisão dos anos 1960. Eles também deram "Mah Nà Mah Nà" de Piero Umiliani e as obras de Dave Brubeck como influências. O episódio apresenta "Help Me , Rhonda" por the Beach Boys. Uma trilha sonora para o episódio foi lançada digitalmente pela Marvel Music e Hollywood Records em 22 de janeiro de 2021 , apresentando a trilha do compositor Christophe Beck. A primeira faixa é a música tema de Anderson-Lopez e Lopez.
| N.º            | Título | Duração |  |
| 1.             | "WandaVision!" (featuring Kristen Anderson-Lopez, Sara Mann, Jessica Rotter, Cindy Bourquin, Elyse Willis, Laura Dickinson, Robert Lopez, Eric Bradley, Greg Whipple, Jasper Randall & Gerald White) | 0:53    |  |
| 2.             | "Rehearsal" | 0:55    |  |
| 3.             | "Unwelcome Visitor" | 0:59    |  |
| 4.             | "Strucker" | 0:37    |  |
| 5.             | "Giddy Up" | 0:32    |  |
| 6.             | "Beekeeper" | 1:05    |  |
| 7.             | "Exit Stage Left" | 1:44    |  |
| 8.             | "It's Really Happening" | 0:52    |  |
| Duração total: | Duração total: | 7:37    |  |

## Divulgação
No início de dezembro de 2020, seis pôsteres para a série foram lançados diariamente, cada um representando uma década de 1950 a 2000. Charles Pulliam-Moore, da io9, observou que, à primeira vista, o pôster dos anos 1960 parece mudar apenas sutilmente do primeiro pôster dos anos 1950 com a imagem no aparelho de televisão, mas apontou outros objetos na sala "como o papel de parede, a planta , a arte na parede e a própria televisão também estão mudando ”. Ele chamou a cartola do mágico sobre o aparelho de televisão provavelmente "um aceno para as vastas habilidades mágicas de Wanda que a série pretende desenvolver ainda mais" e sentiu que a lâmpada pendurada central foi feita "para refletir o posicionamento da Pedra do Infinito de Visão, o status das quais é uma das maiores questões que pairam sobre WandaVision". Allie Gemmill da Collider chamou a visão em sua verdadeira forma sobre sua aparência humana de "chamar a atenção" e sentiu que a inclusão da cartola era "um acessório estranho e vale a pena ficar de olho".

## Lançamento
"Não Mude de Canal" foi lançado no Disney+ em 15 de janeiro de 2021.

## Recepção

### Recepção da crítica
O site agregador de críticas Rotten Tomatoes relatou um índice de aprovação de 100% com uma pontuação média de 8/10 com base em 10 resenhas.
Sam Barsanti do The A.V. Club chamou os dois primeiros episódios de "um deleite absoluto, com gags de sitcom antigas que de alguma forma matam" e "uma maneira nova e bem estranha de se divertir com esses personagens", enquanto seu colega Stephen Robinson deu aos episódios uma "A–", particularmente destacando a comédia física de Olsen e Bettany durante o show de mágica de Wanda e Visão. Rebecca Iannucci da TVLine sentiu que a abertura fria do episódio foi "simplesmente encantadora". Christian Holub da Entertainment Weekly ficou satisfeito com o uso de animação no estilo de Hanna-Barbera no episódio e no comercial, que foi um dos motivos pelos quais a série foi "mais interessante para mim do que os programas anteriores da Marvel na TV". Ele também especulou que a Advanced Idea Mechanics (A.I.M.) poderia potencialmente estar por trás da ilusão da sitcom, dado que o "apicultor" que aparece no episódio se parece com A.I.M. membros dos quadrinhos, e o comercial dos relógios Strücker, aludindo ao Barão Strucker, que fundou a organização dos quadrinhos. Revendo os dois primeiros episódios Don Kaye da Den of Geek deu-lhes 4 de 5 estrelas, dizendo que embora o enredo fosse "um tanto incidental", as rupturas com a realidade "adicionam gravidade ao processo surreal e de outra forma divertido". Ele também elogiou a comédia de Olsen, Bettany e Hahn.
Matt Purslow do IGN deu aos dois primeiros episódios uma nota 7 de 10 e chamou o segundo episódio o mais engraçado dos dois, já que foi capaz de se dedicar mais ao show de talentos de Maximoff e Visão. No entanto, ele notou que houve pouco desenvolvimento adicional do enredo do primeiro episódio ao segundo, dizendo que "segue terreno quase idêntico ao primeiro". Escrevendo para Vulture, Abraham Riesman deu ao episódio 3 de 5 estrelas, afirmando que os episódios até agora foram "apenas um prelúdio para o enredo real, um prelúdio cheio de artifícios intencionais e homenagem. Não há nada por baixo dele além de um mistério, um que é ainda não é particularmente atraente." Ele ficou intrigado com a presença de S.W.O.R.D. mas os espectadores não familiarizados com os quadrinhos podem não sentir o mesmo. Para os telespectadores, Riesman acreditava que "não havia uma tonelada para agarrar aqui" além das performances de Olsen e Bettany e as homenagens a comédias anteriores.

### Elogios
Bettany foi nomeado "Performer da semana" da TVLine na semana de 11 de janeiro de 2021, por sua atuação neste episódio. O site destacou a "comédia física destemida e uma performance 'bêbada' de alto nível" de Bettany, já que foi uma partida do personagem visto nos filmes, acrescentando que foi "um deleite absoluto, trazendo um charme nostálgico e antiquado que nunca bastante esperado de uma série da Marvel".